# 永遠美麗
永遠美麗（英語：Beauty Eternal），是一匹在香港出賽的賽駒，為2022/2023馬季最大進步馬匹，練馬師是蔡約翰。競賽生涯中一勝國際一級賽。

## 簡介

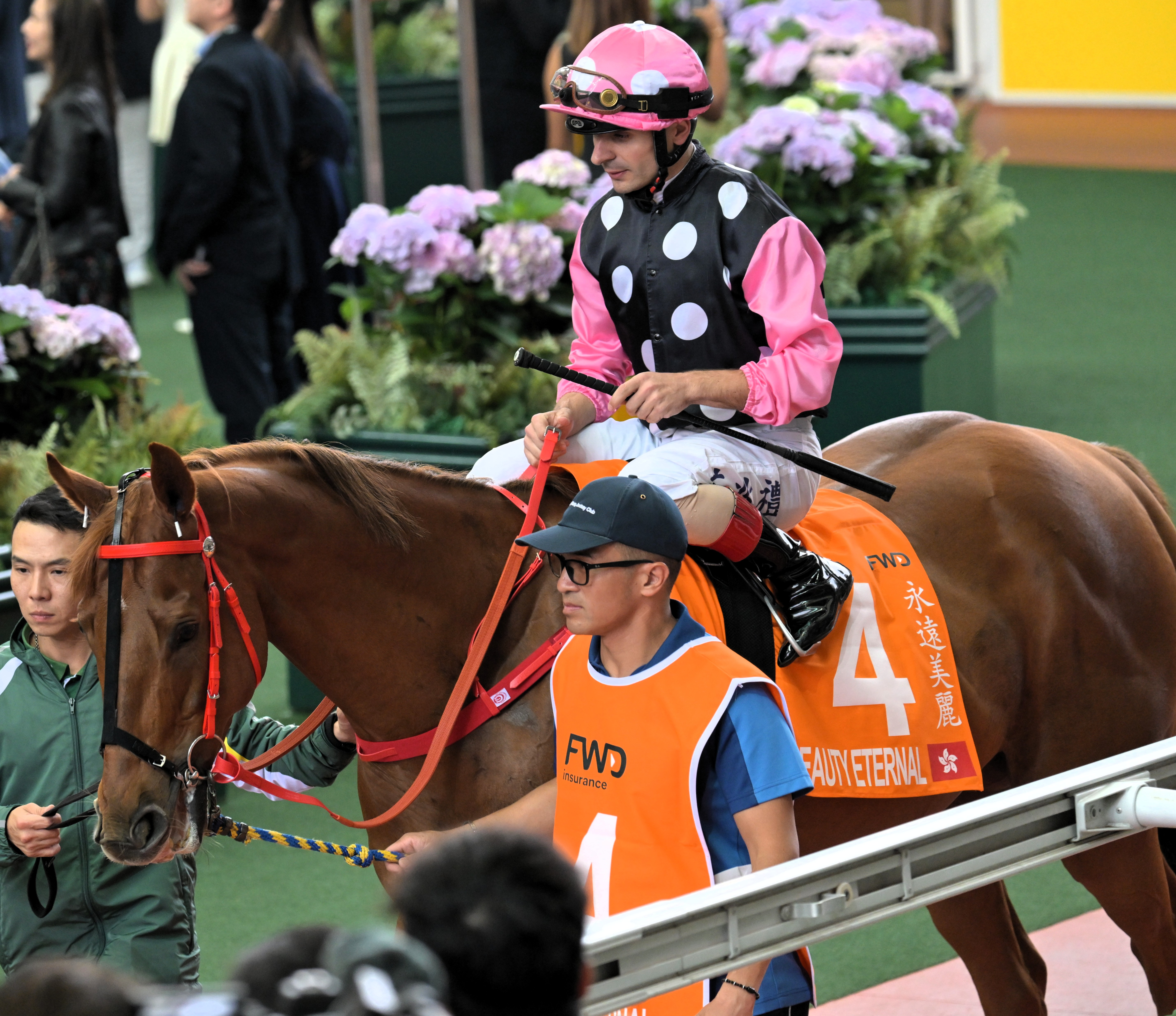
2025年4月27日，「永遠美麗」角逐冠軍一哩賽2025，騎師艾兆禮

2022年10月9日，「永遠美麗」於香港首次出賽便一出即勝，打開其在港的勝利之門。
2023年3月19日，潘頓策騎「永遠美麗」出戰四歲系列賽尾關香港打吡大賽，以頭位之差不敵「遨遊氣泡」，取得第三名。
2023年6月4日，潘頓策騎「永遠美麗」勝出國際三級賽獅子山錦標。賽後，潘頓說道：「此駒今季表現非常出色，每次蔡約翰派遣牠出賽，馬兒都不負所托，牠在不同途程賽事的演出俱相當穩定。牠之前增程角逐寶馬香港打吡大賽後，隨即返回較短途程上陣，牠曾在軟慢地上角逐，遇上不同挑戰，但馬兒仍一一應付過來，並能交出上佳表現。今日牠排檔有利，負磅恰可，沿途跑來相當順暢，佔取有利位置，最終成功奪冠，牠証明其實力達此水平，說不定牠可以再進一步。」練馬師蔡約翰說道：「牠現時的評分看來還有一點上升空間，所以今賽之勝在我們的預期之中。牠狀態大勇，已維持了一段長時間，馬兒陣上演出一直優異。」
2023年6月25日，潘頓策騎「永遠美麗」勝出國際三級賽精英盃，季內締下七捷佳績，媲美不少頂級賽駒在單一香港馬季所造出的優異成績。賽後，潘頓表示他在賽事末段需力策「永遠美麗」以確保勝果。他說道：「牠們跑至賽事中段將速度放慢，但我的坐騎已走得甚勁，還想順勢上前，最終所有馬在末段一同展開極速衝刺。這些高質賽駒全部都可以在賽事中締造上佳段速，在此情況下，你很難在末段加速擺脫牠們。」被問及「永遠美麗」今仗表現有否再進一步時，潘頓答道：「我希望如此，我不知道，我們在下一個賽季便會找到答案。」練馬師蔡約翰亦承認今仗偏慢的步速令「永遠美麗」的取勝姿態沒賽前想像般容易。他說道：「這是一場不俗的勝仗，我想所有頭馬取勝時表現俱佳。其他對手沿途跑來步速較慢，令牠需要在末段以短途爆發力加速上前，因此牠需傾盡全力方能在此獲勝。這是一場有點棘手的賽事，但牠做得相當好，最終仍能摘下頭馬。」蔡約翰同意今賽步速不合此駒發揮，但他相信所有出色賽駒都具能力克服這些逆境及挑戰。他說道：「牠今次也做到這一點，並且成功掄元。此駒將會休賽，且看馬兒經過假期，重新投入操練後的進展如何。」
2023年11月19日，潘頓策騎「永遠美麗」勝出國際二級賽馬會一哩錦標。賽後，潘頓說道：「這可能是牠服役以來首次在賽事中遇上如此嚴峻的挑戰，牠需要施展渾身解數，結果牠亦成功勝出賽事，應可增強其信心。」練馬師蔡約翰說道：「其他參賽馬在賽事早段以甚快步速競跑，因此牠沿途跑來十分順暢。入直路後不久牠已成功突圍，正因如此，牠亦成為了其他對手的目標。值得一讚的是，馬兒在關鍵階段仍能再度加速並勝出賽事。對牠來說，今場勝仗或許給予牠另一個在賽事中好好學習的機會。」
2024年1月21日，潘頓策騎「永遠美麗」出戰國際一級賽董事盃，不敵「遨遊氣泡」，取得第二名。
2024年4月28日，潘頓策騎「永遠美麗」勝出國際一級賽冠軍一哩賽。

## 同父馬
曾於香港服役出賽並曾勝出大賽的同父馬包括：
- 加州星球：曾勝出G1 香港一哩錦標（2022）、G1 女皇銀禧紀念盃（2024）、G1 阿喬斯短途錦標（2024）、G2 沙田錦標（2022、2023）、G2 主席錦標（2023）、G3 慶典盃（2022）、四歲系列賽香港經典盃（2022）
- 美麗第一：曾勝出G3 國慶盃（2024）、第一班盃賽皮亞士紀念挑戰盃（2025）

## 在港勝出賽事全紀錄
| 比賽日期   | 賽事名稱                     | 賽事班次 | 賽道 | 賽事路程 | 比賽馬場 | 名次 | 完成時間 | 騎師 |
| ---------- | ---------------------------- | -------- | ---- | -------- | -------- | ---- | -------- | ---- |
| 09/10/2022 | 孔雀讓賽                     | 第四班   | 草地 | 1200米   | 沙田馬場 | 1    | 1:09.14  | 潘頓 |
| 21/01/2023 | 牡丹讓賽                     | 第三班   | 草地 | 1200米   | 沙田馬場 | 1    | 1:08.79  | 潘頓 |
| 12/02/2023 | 德輔讓賽                     | 第三班   | 草地 | 1400米   | 沙田馬場 | 1    | 1:21.55  | 潘頓 |
| 26/02/2023 | 花旗銀行CITIGOLD讓賽         | 第二班   | 草地 | 1600米   | 沙田馬場 | 1    | 1:33.40  | 潘頓 |
| 30/04/2023 | 富衛保險招商永隆銀行讓賽     | 第二班   | 草地 | 1400米   | 沙田馬場 | 1    | 1:21.44  | 潘頓 |
| 04/06/2023 | 獅子山錦標（讓賽）           | G3       | 草地 | 1600米   | 沙田馬場 | 1    | 1:33.34  | 潘頓 |
| 25/06/2023 | 精英盃（讓賽）               | G3       | 草地 | 1400米   | 沙田馬場 | 1    | 1:22.26  | 潘頓 |
| 19/11/2023 | 中銀香港私人財富馬會一哩錦標 | G2       | 草地 | 1600米   | 沙田馬場 | 1    | 1:33.04  | 潘頓 |
| 28/04/2024 | 富衛保險冠軍一哩賽           | G1       | 草地 | 1600米   | 沙田馬場 | 1    | 1:34.52  | 潘頓 |

## 在港一級賽出賽全紀錄
| 比賽日期   | 賽事名稱           | 賽事班次 | 賽道 | 賽事路程 | 比賽馬場 | 名次 | 完成時間 | 騎師   |
| ---------- | ------------------ | -------- | ---- | -------- | -------- | ---- | -------- | ------ |
| 10/12/2023 | 浪琴香港一哩錦標   | G1       | 草地 | 1600米   | 沙田馬場 | 6    | 1:34.68  | 潘頓   |
| 21/01/2024 | 董事盃             | G1       | 草地 | 1600米   | 沙田馬場 | 2    | 1:34.16  | 潘頓   |
| 10/03/2024 | 女皇銀禧紀念盃     | G1       | 草地 | 1400米   | 沙田馬場 | 4    | 1:22.35  | 潘頓   |
| 28/04/2024 | 富衛保險冠軍一哩賽 | G1       | 草地 | 1600米   | 沙田馬場 | 1    | 1:34.52  | 潘頓   |
| 08/12/2024 | 浪琴香港一哩錦標   | G1       | 草地 | 1600米   | 沙田馬場 | 4    | 1:33.68  | 潘頓   |
| 19/01/2025 | 董事盃             | G1       | 草地 | 1600米   | 沙田馬場 | 5    | 1:34.23  | 潘頓   |
| 23/02/2025 | 女皇銀禧紀念盃     | G1       | 草地 | 1400米   | 沙田馬場 | 4    | 1:20.66  | 艾兆禮 |
| 27/04/2025 | 富衛保險冠軍一哩賽 | G1       | 草地 | 1600米   | 沙田馬場 | 10   | 1:33.99  | 艾兆禮 |

## 外部連結
- . 2023-06-04  [2023-06-04]. （原始内容存档于2023-07-13）.
- . 2023-06-25  [2023-06-25]. （原始内容存档于2023-07-13）.
- . 2023-11-19  [2023-11-19]. （原始内容存档于2023-12-01）.
- . 2024-04-28  [2024-04-28]. （原始内容存档于2024-05-05）.